# Ist-Aufnahme
Die Ist-Aufnahme (oder Ist-Analyse) ist in der Organisationslehre die Ermittlung, Erfassung und Beurteilung des Ist-Zustandes eines Unternehmens, Projektes oder der Unternehmensprozesse zu einem bestimmten Stichtag.

## Allgemeines
Die Ist-Aufnahme ist die Ermittlung und Aufzeichnung des Ist-Zustands anhand von Istwerten. Sie besteht in der Sammlung, Ordnung und Datenanalyse der aktuellen Situation. Bei der Ist-Aufnahme werden sämtliche relevanten Unternehmensdaten erfasst, sie ist eine Totalanalyse. Der Ist-Zustand ergibt sich aus der mit der Ist-Aufnahme verbundenen Aufgabenstellung, der Beschaffenheit des Untersuchungsobjekts und dessen voraussichtlicher Entwicklung und den bisher noch nicht berücksichtigten Informationsbedürfnissen. Sie erfasst sämtliche betrieblichen Funktionen wie Beschaffung, Produktion, Personalwesen, Finanzierung, Verwaltung und Vertrieb.
Die Ist-Aufnahme liefert wichtige Informationen für die Entwicklung einer geeigneten Sollkonzeption.

## Arten
Die wichtigste regelmäßige – partielle – Ist-Aufnahme ist die Inventur. Sie erfasst gemäß § 240 Abs. 1 HGB über den Lagerbestand hinaus auch alle übrigen Vermögenswerte und Schulden. Durch die Ist-Aufnahme können Inventurdifferenzen entdeckt werden, die als Überbestand oder Fehlmenge (Ist-Bestand) im Vergleich zum Soll-Bestand anzusehen sind.
Beim Unternehmenskauf ist die Due-Diligence-Prüfung eine Ist-Aufnahme, mit deren Hilfe der Unternehmenswert ermittelt werden kann.
In der Informationstechnologie ermittelt die Ist-Aufnahme sämtliche Prozesse der Datenverarbeitung, wobei das zukünftige Einsatzgebiet unter Beteiligung der Anwender analysiert und beschrieben wird. Sie umfasst die vorhandene Hardware und Software sowie die Aufbau- und Ablauforganisation.
Im Projektmanagement und Prozessmanagement wird während des Projekts oder Unternehmensprozesses zu Beginn eine Ist-Aufnahme erarbeitet, um hierauf den gesamten Projekt- oder Prozessverlauf aufzubauen.

## Prozesse
Als Erhebungsmethoden stehen zur Verfügung:
- Primärerhebung:
  - Befragung,
  - Beobachtung (insbesondere Multimoment-Studie),
  - Fragebogen,
  - Selbstaufschreibung;
- Sekundärerhebung:
  - Dokumentenanalyse,
  - Trägermedien wie Bildträger, Datenträger, Tonträger.

Hierdurch werden gegenwärtige Arbeitsabläufe, Kostenstrukturen, aber auch Lieferfähigkeit oder Lieferservice festgehalten.
Gefundene Schwachstellen werden sodann einer SWOT-Analyse oder Abweichungsanalyse unterzogen. Es folgen die Schwachstellenanalyse und das Sollkonzept, das einen Soll-Ist-Vergleich beinhaltet. Hiermit verbunden ist die Wertung anhand einer Ist-Kritik. Die Ist-Aufnahme endet mit der Darstellung des Ist-Zustands.

## Ziele
Ziel der Ist-Aufnahme ist die Beschreibung der in der Realität vorgefundenen Geschäftsprozesse. Wesentliches Kriterium bei der Ist-Aufnahme ist die am Unternehmensziel, Projektziel bzw. Prozessziel ausgerichtete Abbildung der relevanten Informationsobjekte. Die Ist-Analyse zielt letztlich darauf ab, durch geeignete Maßnahmen einen vorgegebenen Soll-Zustand zu erreichen.

## Organisatorische Aspekte
Die als Verzichtsthese bekannte Option verzichtet auf eine Ist-Aufnahme mit der Begründung, dass die Kenntnis des Status quo wenig zur Problemlösung beitragen könne. Die Verzichtsthese nimmt damit das Risiko einer nicht umsetzbaren Lösung bewusst in Kauf. Die Pflichtthese hingegen erklärt die Ist-Aufnahme für unabdingbar. Die Ist-Aufnahme müsse möglichst qualitativ hochwertige und aussagekräftige Ergebnisse bei niedrigst möglichem Aufwand, insbesondere Kosten, liefern (Wirtschaftlichkeit). Der Aufwand (Kosten und Zeit) kann bei Ist-Analysen sehr hoch sein.
Einerseits führt eine zu einfache, oberflächliche Ist-Aufnahme dazu, dass mögliche Probleme nicht aufgedeckt werden können. Auf der anderen Seite kann eine zu detailreiche  Erhebung dazu führen, dass aufgrund zu vieler erhaltener Daten die eigentlich zugrunde liegenden Probleme der Organisation nicht mehr zu erkennen vermag („Man sieht den Wald vor lauter Bäumen nicht“) oder zu viel Zeit mit der Erhebung unwesentlicher Daten verloren geht.